# Arsen Galstyan
Arsen Galstyan (n. 19 februarie 1989, Nerk’in Karmiraġbyowr⁠(d), Šamšadini šrǰan⁠(d), Republica Sovietică Socialistă Armeană, URSS) este un judocan ce a reprezentat Rusia, medaliat olimpic. A participat la o ediție a Jocurilor Olimpice (2012) în care a câștigat o medalie de aur.

## Participări
Lista de mai jos prezintă principalele competiții la care a participat Arsen Galstyan de-a lungul carierei.
- judo at the 2012 Summer Olympics – men's 60 kg[*]